# Valer Toma
Valeriu „Valer” Toma (n. 26 noiembrie 1957, Buzău, România) este un canotor român, laureat cu aur la Los Angeles 1984.
A participat la Jocurile Olimpice din 1980 de la Moscova la proba de dublu rame fără cârmaci (2-) cu Constantin Postoiu, clasându-se pe locul 4. Patru ani mai târziu, a ajuns din nou în finală, de data asta cu Petru Iosub. Echipajul român s-a impus clar cu timpul 6:45,39, cucerind prima medalie de aur românească la această probă.

## Distincții
- Medalia „Meritul Sportiv” clasa I (15 aprilie 1981) „pentru rezultatele deosebite obținute la Jocurile olimpice de vară de la Moscova — 1980, precum și pentru contribuția adusă la dezvoltarea activității sportive și la creșterea prestigiului sportului românesc pe plan internațional”[4]